# Office d'équipement hydraulique de la Corse
L’Office d'équipement hydraulique de Corse est un établissement public à caractère industriel et commercial rattaché à la collectivité de Corse dont les missions sont relatives au captage, au traitement et à la distribution de l'eau en Corse. Il est issu de la loi du 13 mai 1991.